# KFNB – Telegraph I bis Euterpe I
Die Dampflokomotiven „TELEGRAPH I“ bis „EUTERPE I“ waren drei Personenzuglokomotiven der KFNB.
Sie wurden 1855 von der Lokomotivfabrik Maffei in München an die KFNB mit der Achsformel 1B geliefert.
Die Maschinen hatten innen liegende Zylinder und eine zwischen den Kuppelachsen weit durchhängende Feuerbüchse.
Diese „Hängebox“ führte zu einer ungenügend belasteten Hinterachse.
Karl Gölsdorf hat sie dennoch 1898 als „vollkommene Schnellzugtype“ gelobt.
Die Maschinen wurden mehrfach umgebaut.
Die Tabelle gibt die ursprünglichen Dimensionen wieder.
Alle Maschinen wurden 1873 und 1877 ausgeschieden.